# Papai Noel Velho Batuta
A canção Papai Noel Velho Batuta é um dos hits do grupo punk Garotos Podres, baseada numa peça de 1982 que acabou não acontecendo, na qual o Papai Noel seria sequestrado por menores carentes. Em entrevista ao jornal Folha de S.Paulo, José Rodrigues Mao Junior, o Mao, afirma que a censura ainda era atuante em 1985, quando os Garotos Podres lançaram seu primeiro disco. Nesse contexto, ele afirma ter sido interessante ludibriar os censores com "Papai Noel Velho Batuta" em vez de "Papai Noel Filho da Puta".
| “                                                | Naquele contexto [do fim da ditadura], é evidente o que a expressão 'velho batuta' significa. (...) A opção evitou cortes e só enriqueceu a música. | ” |
| — Mao (cantor), ex-líder da banda Garotos Podres | |   |

De acordo com Mao ainda, desta vez em entrevista ao Combate Rock em 2014, a canção representou "uma quebra naquele momento cultural, em que a MPB fazia o mesmo de sempre e o rock nacional característico dos anos 80 apenas retratava uma juventude dos centros urbano pouco conectada com a realidade político-econômica da época".